# يان بروخل الأكبر
يان بروخل (بالهولندية: Jan Brueghel de Oude، استمع للفظ)، هو رسام وواضع مسودات فلمنكي. وهو نجل الرسام الفلمنكي البارز من عصر النهضة بيتر بروخل الأكبر. كانا الصديقين المقربين لبيتر بول روبنس، واعتُبرا الفنانين الرائدين خلال العقود الثلاث الأولى من القرن السابع عشر.
برع بروخل في العديد من الأساليب الفنية بما في ذلك اللوحات التاريخية والطبيعة الصامتة والمشاهد الرمزية والأساطير والمناظر الطبيعية والبحرية وقطع الصيد ومشاهد القرية ومشاهد المعارك ومشاهد الجحيم والعالم السفلي. كان مبتكرًا مهمًا إذ اخترع أنواعًا جديدة من اللوحات مثل لوحات إكليل الزهور ومناظر الفردوس الطبيعية ولوحات المعارض في الربع الأول من القرن السابع عشر. يمثل بروخل الرسام المتهور الذي يستوحي أعماله من الزخارف الدينية والإصلاح المضاد الكاثوليكي وكذلك الثورة العلمية مع الاهتمام بالوصف والتصنيف الدقيق. كان رسامًا في بلاط الأرشيدوق والدوقة ألبريشت وإيزابيلا، حكام جنوب هولندا.

## حياته

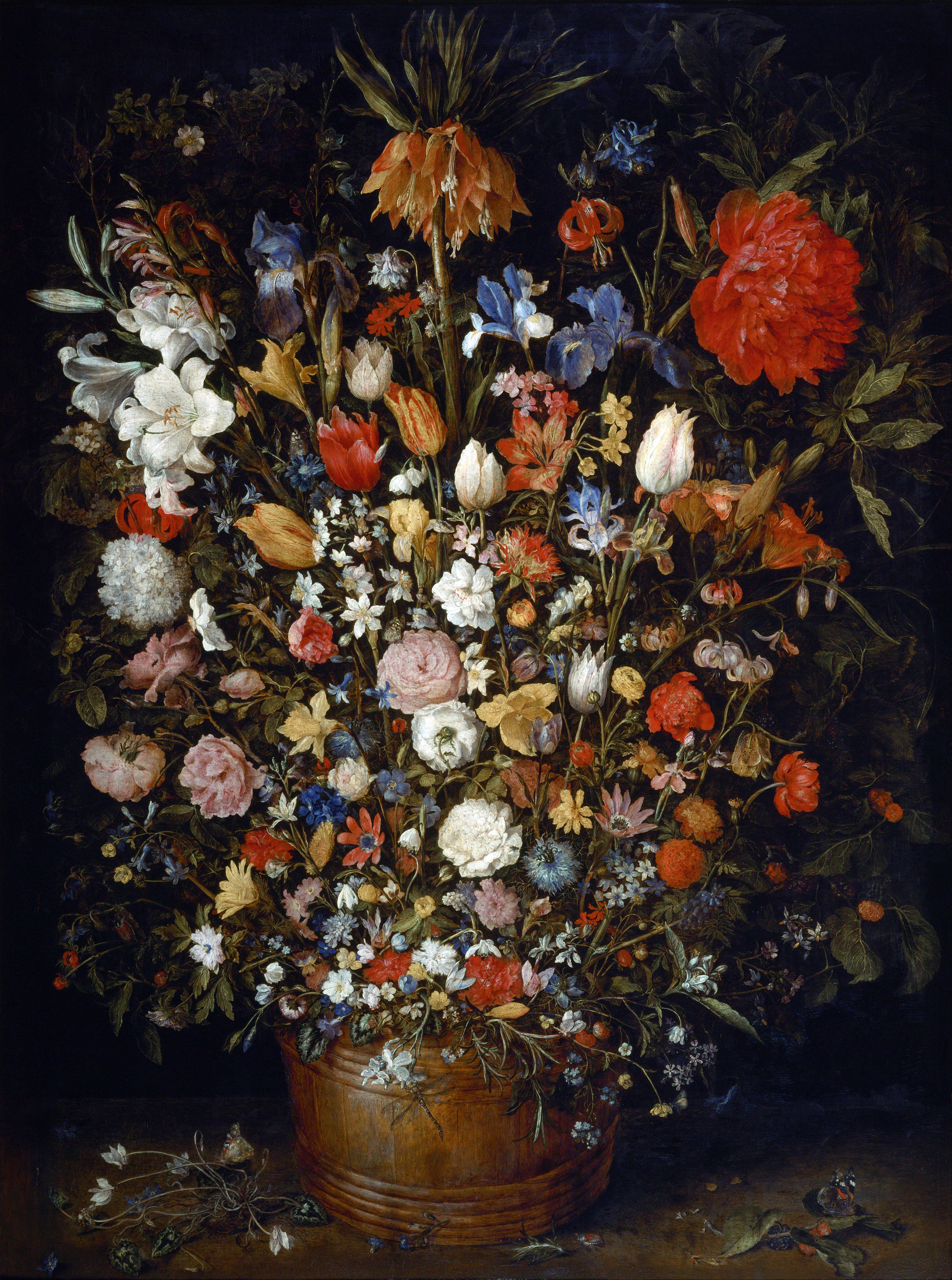
لوحة أزهار في إناء خشبي (1603)

وُلد يان بروخل الأكبر في إقليم بروكسل العاصمة وهو نجل بيتر بروخل الأكبر وماريا كويكه فان أيلست. كانت والدته ابنة الفنانين البارزين في عصر النهضة الفلمنكية بيتر كويكه فان أيلست ومايكن فيرهولست. توفي والده بعد حوالي عام من ولادته عام 1569. ويُعتقد أنه ذهب بعد وفاة والدته عام 1578، مع شقيقه بيتر بروخل الأصغر وأخته ماري للعيش مع جدتهما مايكن فيرهولست، التي كانت فنانة أيضًا. كتب كاريل فان ماندير في كتابه الذي نُشر عام 1604 أن مايكن كانت أول معلمة فنية لحفيديها. إذ علمتهم الرسم بالألوان المائية. ربما يكون يان وشقيقه قد تدربا أيضًا مع فنانين محليين في بروكسل.
أُرسل يان وشقيقه بيتر إلى أنتويرب لدراسة الرسم بالألوان الزيتية، ووفقًا لكاريل فان ماندير، فقد درس تحت رعاية بيتر جوتكينت، وهو تاجر مهم لديه مجموعة كبيرة من اللوحات في متجره. توفي جوتكنت في 15 يوليو من عام 1583 بعد فترة وجيزة من بدء تدريب يان. يُعتقد أن يان واصل دراسته في هذا المتجر، الذي استلمته أرملة جوتكنت.
كان من الشائع للرسامين الفلمنكيين في ذلك الوقت السفر إلى إيطاليا لإكمال دراستهم. فغادر يان بروخل إلى إيطاليا، سافر أولاً إلى كولونيا وهي مكان إقامة أخته ماري وعائلتها. زار لاحقًا فرانكنثال، وهو مركز ثقافي مهم للعديد من فناني المناظر الطبيعية الفلمنكية. ثم ذهب إلى نابولي بعد أن أمضى بعض الوقت في البندقية. أنتج عددًا من الرسومات التي أظهرت اهتمامه بالمناظر الطبيعية والهندسة المعمارية الضخمة في نابولي في يونيو من عام 1590، عمل أيضًا لدى الكاهن دون فرانشيسكو كاراتشيولو، وأنتج له عددًا من الأعمال الزخرفية.
غادر بروخل من نابولي إلى روما وبقي هناك من عام 1592 إلى عام 1594. وأصبح صديقًا لبول بريل، كان بول متخصصًا في المناظر الطبيعية من أنتويرب وقد انتقل إلى روما في أواخر القرن السادس عشر. تعرّف يان بروخل خلال فترة وجوده في روما على هانز روتنهامر، وهو رسام ألماني، رسم روتينهامر لوحات دينية وأسطورية، وجمع ما بين عناصر الأسلوب الألمانية والإيطالية، والتي كانت محل تقدير كبير. تعاون بروخل مع كل من بول بريل وروتينهامر. وأمضى وقته في رسم لوحات حول المعالم الأثرية في روما وبدا مفتونًا بشكل خاص بالعمارة الداخلية.
تمتع بروخل بحماية الكاردينال أسكانيو كولونا، والتقى أيضًا في روما بالكاردينال فيديريكو بوروميو، الذي لعب دورًا مهمًا في الإصلاح المضاد وكان أيضًا جامعًا فنيًا. أصبح الكاردينال صديقًا وراعيًا لبروخل مدى الحياة. أقام يان في قصر بلازو فرشيلي في بوروميو. وعندما أصبح بوروميو رئيس أساقفة ميلانو في يونيو من عام 1595، تبعه وأصبح جزءًا من أسرة الكاردينال. أنتج أيضًا العديد من لوحات المناظر الطبيعية والزهور للكاردينال.
أقام بروخل لمدة عام في ميلانو وعاد عام 1596 إلى أنتويرب وبقي هناك لبقية حياته. بعد عام من عودته، انضم يان بروخل إلى نقابة القديس لوقا في أنتويرب. تزوج الفنان في 23 يناير من عام 1599 في كاتدرائية السيدة العذراء في أنتويرب. وكانت العروس إيزابيلا دي جود، ابنة رسام الخرائط والنقاش والناشر جيرارد دي جود. وُلد ابنهما يان في 13 سبتمبر من عام 1601. الذي استلم لاحقًا ورشة عمل والده، وكان يُعرف باسم يان بروخل الأصغر.
وُلدت ابنته باشاسيا بروخل في عام 1603، توفيت زوجته إيزابيلا دي جود في نفس العام تاركة له طفلين صغيرين. ويُعتقد أن وفاتها مرتبطة بولادتها الأخيرة.
زار بروخل مدينة براغ في صيف عام 1604. كانت براغ مكان بلاط رودولف الثاني، الإمبراطور الروماني المقدس الذي روّج للإبداع الفني. جذب بلاط الإمبراطور العديد من الفنانين من الشمال، مثل: بارثولوميوس سبارانغر وهانز فان آخن الذين ابتكروا أسلوبًا فنيًا جديدًا أصبح يُعرف باسم مانييريزمو.
اشترى بروخل لدى عودته إلى أنتويرب منزلًا كبيرًا سمّاه ميرمين (حورية البحر) في 20 سبتمبر من عام 1604. تزوج الفنان في أبريل عام 1605 من زوجته الثانية كاتارينا فان مارينبرج وأنجبا 8 أطفال، منهم أمبروسيوس الذي أصبح رسامًا لاحقًا.
كان الفنان في بروكسل في الأعوام ما بين 1606 و1609 و1610 و1613 بعد تعيينه كرسام في البلاط لكل من الأرشيدوق والدوقة ألبريشت وإيزابيلا عام 1606. وفي 28 أغسطس من 2013، دفعت المحكمة في بروكسل 3625 غيلدر هولندي مقابل الحصول على أعماله الفنية الكاملة.
بدأ روبنز في تولي دور الوسيط لصديقه يان بروخل في أكتوبر من عام 1610. وبحلول عام 1625، كتب روبنز نحو 25 رسالة إلى الكاردينال بوروميو نيابة عن بروخل. رسم بيتر بول روبنز في عام 1612 أو 1613 بورتريه ليان بروخل وعائلته في (معهد كورتولد، لندن). رافق بروخل في عام 1613، كلًا من روبنز وهيندريك فان بالين الأكبر في مهمة دبلوماسية إلى الجمهورية الهولندية، وهناك التقوا هندريك جولتزيوس وفنانين آخرين من هارلم (شمال-هولندا).
اشترى بروخل في 9 مارس من عام 1619، منزلًا ثالثًا سماه دين بوك (الماعز بيلي) الموجود في أنتويرب أيضًا. عُمّدت ابنته كلارا يوجينيا في 6 أغسطس من عام 1623، وكان كل من أرشدوشيس إيزابيلا والكاردينال بوروميو عرابًا لها. توفي يان بروخل في 13 يناير 1625 في أنتويرب بسبب مضاعفات مرض الكوليرا.
وُزّع إرث الفنان في 3 يونيو و 23 يونيو من عام 1627 بين زوجته وأطفاله الموجودين على قيد الحياة. كان روبنز وهيندريك فان بالين الأكبر وكورنيليس شوت وبولوس فان هالمايلي منفذي وصيته الأخيرة. وكان روبنز الوصي على أطفال بروخل الباقين.
تزوجت باشاسيا ابنة بروخل من الرسام هيرونيموس فان كيسيل الأصغر، ودرس ابنهما يان فان كيسيل الأكبر مع يان بروخل الأصغر. تزوجت آنا ابنة بروخل من ديفيد تينير الأصغر في عام 1637.

## روابط خارجية
- يان بروخل الأكبر على موقع الموسوعة البريطانية (الإنجليزية)
- يان بروخل الأكبر على موقع ميوزك برينز (الإنجليزية)